# Associazione Sportiva Dilettantistica Riviera di Romagna
L'Associazione Sportiva Dilettantistica Riviera di Romagna è una società calcistica femminile ravennate con sede nella città di Cervia (RA). Nell'estate 2016 dichiara la propria inattività rinunciando alla stagione di Serie B 2016-2017.

## Storia
L'A.S.D. Riviera di Romagna nasce il 5 luglio 2010 dalla fusione tra la A.C.F.D. CMC Dinamo Ravenna e la A.S.D. Cervia C.F., entrambe militanti al momento della fusione nel campionato di Serie A2.

### Cervia (1987-2010)
Il primo nucleo dell'Associazione Sportiva Dilettantistica Cervia Calcio Femminile nasce nel 1987 su iniziativa di Dario Fantini, Eugenio Casadei, Paolo Zavalloni e Roberto Missiroli che hanno subito affiliato la nuova società alla Polisportiva Kriterion di Cervia di Giuliano Lucchi, iniziando gli allenamenti presso lo Stadio Germano Todoli di Milano Marittima. Nel 1990, dopo la fusione con l'AVIS Cervia femminile, nasce il Kriterion Cervia Calcio Femminile che si iscrive per la prima volta al campionato regionale di Serie C regionale. Nel 1994 la squadra femminile entra a far parte della società maschile, l'A.S. Cervia 1920 di cui Giuliano Lucchi è presidente, spostandosi per allenamenti e partite al Centro Sportivo di Savio; la scalata ha inizio nella stagione 2001-2002, quando il Cervia, guidato da Giovanni Giambi e Flavio Varchetta, si classifica al secondo posto del campionato di Serie C e viene promosso in Serie B, proprio a braccetto con le "cugine" giallorosse della Dinamo Ravenna.
Nella stagione successiva, le gialloblù, partite con l'obiettivo salvezza. si piazzano al terzo posto alle spalle del Grifo Perugia e del Firenze, conquistando la storica promozione in Serie A2. Nel suo primo anno di A2 il Cervia termina il campionato al 4º posto, mentre l'anno successivo arriva la retrocessione dopo uno spareggio contro il Gravina Catania; il 2005 è l'anno della scissione dalla squadra maschile e l'inizio di utilizzo e gestione del Centro Sportivo a Montaletto di Cervia.
La stagione 2005-2006 termina con un 2º posto alle spalle dell'imprendibile Rovezzano di Firenze, arrivato a causa della sconfitta a tavolino del Cervia contro l'Olimpia Forlì. Sul campo la gara termina per 8-1 in favore delle cervesi, ma la formazione forlivese presenta ricorso in Federazione perché negli ultimi cinque minuti il Cervia ha fatto scendere in campo una giocatrice che doveva scontare una giornata di squalifica dal campionato precedente. Dopo ricorsi e contro-ricorsi, la Commissione di Appello Federale dà ragione al Forlì ed assegna il 3-0 a tavolino alle forlivesi: il campionato si chiude così con il Cervia a 56 punti con oltre 130 goal segnati in 22 gare, contro i 58 del Rovezzano, promosso in A2. Anno stregato per il Cervia che arriva anche in finale della Coppa Italia riservata alle squadre di Serie B ma viene sconfitta dall'Aurora Bergamo per 3-2.
La Serie A2 arriva nella stagione successiva, grazie al primo posto nel girone. Nei tre anni seguenti, il Cervia sfiora la promozione in massima serie con un 4°, e due 3° posti. Il 5 luglio 2010 arriva la fusione con la Dinamo Ravenna.

### Dinamo Ravenna (1989-2010)
L'Associazione Calcio Femminile Ravenna nasce nel 1989 da un'idea di Mario Moretti e Luigi Mazzoli, assistiti a partire dal 1990 da Martino Rossi, direttore sportivo della formazione giallorossa. L'impianto sportivo utilizzato dall'A.C.F. Ravenna è quello di Fornace Zarattini a Ravenna.
Nella stagione 1992-1993, la formazione ravennate vince il suo girone di Serie C regionale ma viene eliminata ai play-off promozione. Nel 2001 arriva la fusione con la Dinamo Faenza di Flavio Mazzotti e Romano Sbarzaglia, appena retrocessa dalla Serie B: l'unione frutta una rapida promozione in Serie B l'anno successivo. Dopo tre anni di B con piazzamenti alterni, il 2º posto nella stagione 2005-2006 valeva il ripescaggio in Serie A2. Nella stessa estate del ripescaggio arriva anche il nuovo sponsor CMC che porta al cambio di nome in CMC Dinamo Ravenna. Negli anni successivi la formazione ravennate arriva sempre ai margini della zona promozione ma non riescono mai a centrarla. Il 5 luglio 2010 arriva la fusione con il Cervia.

### Riviera di Romagna (dal 2010)

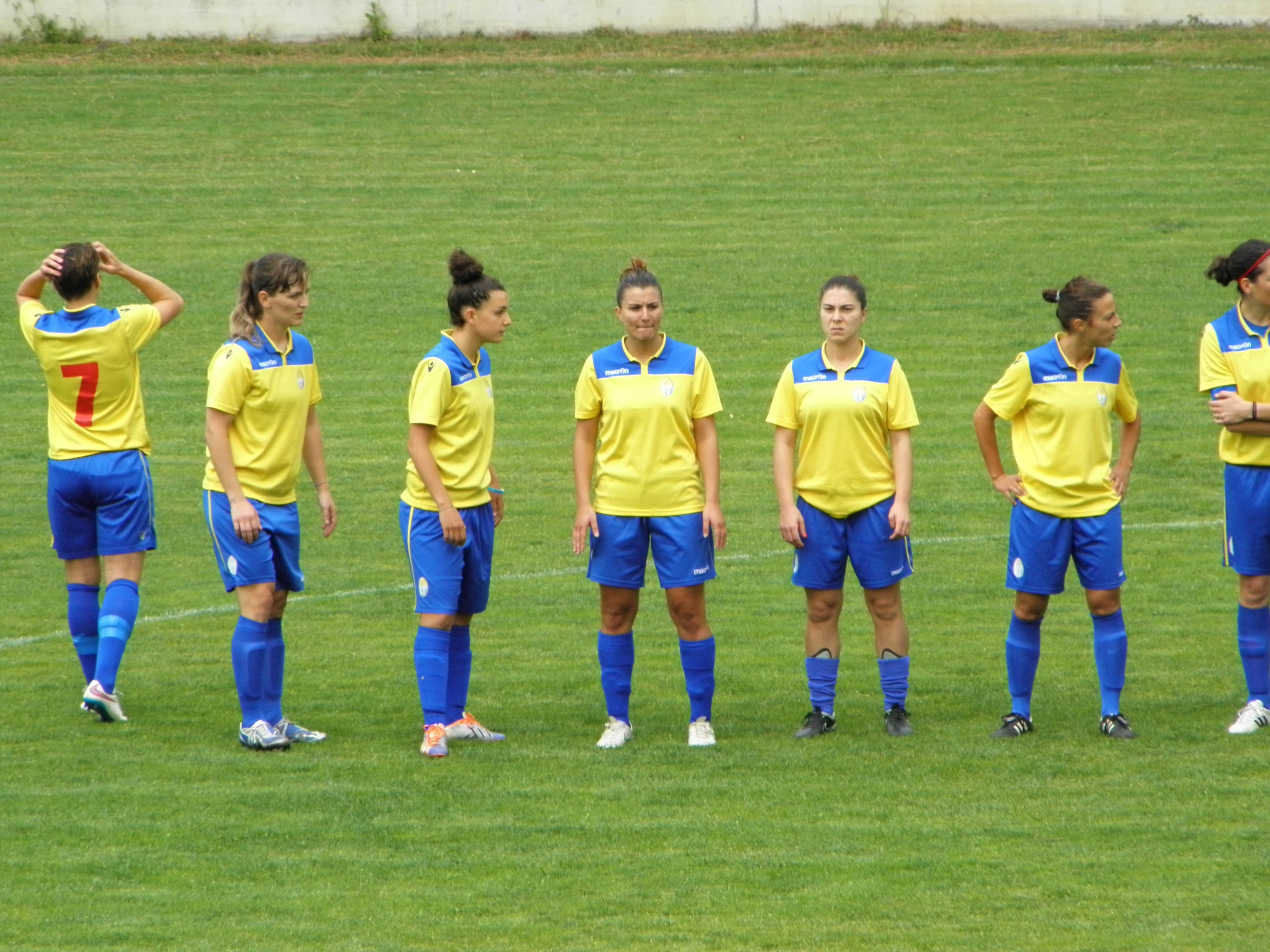
Parte della squadra 2014-2015

Al primo tentativo dopo la fusione, la Riviera di Romagna centra subito la promozione in massima serie, vincendo il campionato in volata davanti al Napoli. Il primo anno, complice anche il fallimento della Reggiana che militava in massima serie, arrivano diverse giocatrici granata che contribuiscono a raggiungere il 10º posto che vale la salvezza, grazie agli oltre 9 punti di scarto dal Milan, che retrocede così senza i playout. L'anno successivo la squadra raggiunge il 6º posto, miglior piazzamento in assoluto che viene bissato l'anno dopo. Nella stagione 2014-2015, la squadra non va oltre l'8º posto che vale i playout: ma nel derby contro il San Zaccaria, le ravennati vincono 2-1 allo Stadio Germano Todoli restano in A, costringendo così le giallo-rosso-blu a retrocedere in Serie B: dopo il momentaneo vantaggio di Patrizia Caccamo, le ravennati rimontano con le reti di Lara Barbieri, ex-Riviera, e Giorgia Galletti.
Per la stagione 2015-2016 viene tuttavia ripescata in Serie A a completamento organico dopo la rinuncia dell'Acese non iscritta al campionato. Nonostante un discreto girone di andata, concluso all'ottavo posto, la Riviera di Romagna non ha saputo confermarsi nel girone di ritorno, scivolando fino all'ottavo posto finale e ad una retrocessione in Serie B, arrivata alla penultima giornata.
Durante l'estate 2016 i problemi economici non consentono alla società di proseguire l'attività sportiva dichiarando la propria inattività alla FIGC-LND.

## Palmarès
- Campionato italiano di Serie A2: 1

2010-2011